# Centrocardita hirasei
Centrocardita hirasei is een tweekleppigensoort uit de familie van de Carditidae. De wetenschappelijke naam van de soort is voor het eerst geldig gepubliceerd in 1918 door Dall.